# Метод Якоби
Метод Якоби — разновидность метода простой итерации для численного решения системы линейных алгебраических уравнений. Назван в честь Карла Густава Якоби.

## Описание метода
Пусть требуется численно решить систему линейных уравнений:
{\displaystyle \left\{{\begin{array}{rcl}a_{11}x_{1}+\ldots +a_{1n}x_{n}&=&b_{1}\\\ \ldots ~~~~~~~~~~~~~~~~~~~~~~~\\a_{n1}x_{1}+\ldots +a_{nn}x_{n}&=&b_{n}\end{array}}\right.}
Предполагается, что {\displaystyle a_{ii}\neq 0,\ i\in \{1,\ldots ,n\}} (иначе метод Якоби неприменим). Выразим {\displaystyle x_{1}} через первое уравнение, {\displaystyle x_{2}} — через второе и т. д.:
{\displaystyle \left\{{\begin{array}{rcl}x_{1}=&{\dfrac {1}{a_{11}}}\left(b_{1}-a_{12}x_{2}-\ldots -a_{1n}x_{n}\right)\\\ldots \\x_{n}=&{\dfrac {1}{a_{nn}}}\left(b_{n}-a_{n1}x_{1}-\ldots -a_{n(n-1)}x_{n-1}\right)\end{array}}\right.}
В методе Якоби последовательность приближений {\displaystyle x^{(k)}} строится следующим образом. Выбирается первое приближение {\displaystyle x^{(0)}}, формула для остальных приближений имеет вид
{\displaystyle {\begin{array}{rcl}x_{1}^{(k+1)}=&{\dfrac {1}{a_{11}}}\left(b_{1}-a_{12}x_{2}^{(k)}-\ldots -a_{1n}x_{n}^{(k)}\right)\\\ldots \\x_{n}^{(k+1)}=&{\dfrac {1}{a_{nn}}}\left(b_{n}-a_{n1}x_{1}^{(k)}-\ldots -a_{n(n-1)}x_{n-1}^{(k)}\right)\end{array}}}.
В матричной форме имеет следующий вид. Пусть СЛАУ в матричной форме записано как
{\displaystyle Ax=b}
Представим матрицу {\displaystyle A} в виде {\displaystyle A=L+D+U}, где {\displaystyle D} означает диагональную матрицу, у которой на главной диагонали стоят соответствующие элементы матрицы {\displaystyle A}; тогда как матрицы {\displaystyle U} и {\displaystyle L} содержат верхнюю и нижнюю треугольные части {\displaystyle A}, на главной диагонали которых нули. Тогда итерационную формулу можно записать как
{\displaystyle x^{(k+1)}=D^{-1}(b-(L+U)x^{(k)})}

## Сходимость
Приведем достаточное условие сходимости метода.
|  | Теорема. Пусть {\displaystyle \\|B\\|<1}. Тогда при любом выборе начального приближения {\displaystyle {\vec {x}}^{(0)}}: 1. метод сходится; 2. скорость сходимости метода равна скорости сходимости геометрической прогрессии со знаменателем {\displaystyle q=\\|B\\|}; 3. верна оценка погрешности: {\displaystyle \\|{\vec {x}}^{(k)}-{\vec {x}}\\|<q^{k}\,\\|{\vec {x}}^{(0)}-{\vec {x}}\\|}. |

## Условие остановки
Условие окончания итерационного процесса при достижении точности {\displaystyle \varepsilon } имеет вид:
{\displaystyle \parallel x^{(k+1)}-x^{(k)}\parallel \leq {\frac {1-q}{q}}\varepsilon .}
Для достаточно хорошо обусловленной матрицы {\displaystyle B} (при {\displaystyle \parallel B\parallel =q<1/2}) оно выполняется при
{\displaystyle \parallel x^{(k+1)}-x^{(k)}\parallel \leq \varepsilon .}
Данный критерий не требует вычисления нормы матрицы и часто используется на практике. При этом точное условие окончания итерационного процесса имеет вид
{\displaystyle \parallel Ax^{(k)}-b\parallel \leq \varepsilon }
и требует дополнительного умножения матрицы на вектор на каждой итерации, что примерно в два раза увеличивает вычислительную сложность алгоритма.

## Сравнение с другими методами
В отличие от метода Гаусса-Зейделя мы не можем заменять {\displaystyle x_{i}^{(k)}} на {\displaystyle x_{i}^{(k+1)}} в процессе итерационной процедуры, так как эти значения понадобятся для остальных вычислений. Это наиболее значимое различие между методом Якоби и методом Гаусса-Зейделя решения СЛАУ. Таким образом на каждой итерации придётся хранить оба вектора приближений: старый и новый.

## Реализация
Ниже приведён алгоритм реализации на C++
```
#include
 
<cmath>

const
 
double
 
eps
 
=
 
0.001
;
 
///< желаемая точность 

// ..........................

/// N - размерность матрицы; A[N][N] - матрица коэффициентов, F[N] - столбец свободных членов,

/// X[N] - начальное приближение, ответ записывается также в X[N];

void
 
Jacobi
 
(
int
 
N
,
 
double
**
 
A
,
 
double
*
 
F
,
 
double
*
 
X
)

{

	
double
*
 
TempX
 
=
 
new
 
double
[
N
];

	
double
 
norm
;
 
// норма, определяемая как наибольшая разность компонент столбца иксов соседних итераций.

	
do
 
{

		
for
 
(
int
 
i
 
=
 
0
;
 
i
 
<
 
N
;
 
i
++
)
 
{

			
TempX
[
i
]
 
=
 
F
[
i
];

			
for
 
(
int
 
g
 
=
 
0
;
 
g
 
<
 
N
;
 
g
++
)
 
{

				
if
 
(
i
 
!=
 
g
)

					
TempX
[
i
]
 
-=
 
A
[
i
][
g
]
 
*
 
X
[
g
];

			
}

			
TempX
[
i
]
 
/=
 
A
[
i
][
i
];

		
}

        
norm
 
=
 
fabs
(
X
[
0
]
 
-
 
TempX
[
0
]);

		
for
 
(
int
 
h
 
=
 
0
;
 
h
 
<
 
N
;
 
h
++
)
 
{

			
if
 
(
fabs
(
X
[
h
]
 
-
 
TempX
[
h
])
 
>
 
norm
)

				
norm
 
=
 
fabs
(
X
[
h
]
 
-
 
TempX
[
h
]);

			
X
[
h
]
 
=
 
TempX
[
h
];

		
}

	
}
 
while
 
(
norm
 
>
 
eps
);

	
delete
[]
 
TempX
;

}

```

Ниже приведен алгоритм реализации на Python
```
from
 
collections.abc
 
import
 
Sequence
,
 
MutableSequence

def
 
Jacobi
(

        
A
:
 
Sequence
[
Sequence
[
float
]],

        
b
:
 
Sequence
[
float
],

        
eps
:
 
float
 
=
 
0.001
,

        
x_init
:
 
MutableSequence
[
float
]
 
|
 
None
 
=
 
None
)
 
->
 
list
[
float
]:

    
"""

    метод Якоби для A*x = b (*)

    :param A: Матрица (*) слева

    :param b: известный вектор (*) справа

    :param x_init: начальное приближение

    :return: приблизительное значения х (*)

    """

    
def
 
sum
(
a
:
 
Sequence
[
float
],
 
x
:
 
Sequence
[
float
],
 
j
:
 
int
)
 
->
 
float
:

        
S
:
 
float
 
=
 
0

        
for
 
i
,
 
(
m
,
 
y
)
 
in
 
enumerate
(
zip
(
a
,
 
x
)):

            
if
 
i
 
!=
 
j
:

                
S
 
+=
 
m
*
y

        
return
 
S

    
def
 
norm
(
x
:
 
Sequence
[
float
],
 
y
:
 
Sequence
[
float
])
 
->
 
float
:

        
return
 
max
((
abs
(
x0
-
y0
)
 
for
 
x0
,
 
y0
 
in
 
zip
(
x
,
 
y
)))

    
if
 
x_init
 
is
 
None
:

        
y
 
=
 
[
a
/
A
[
i
][
i
]
 
for
 
i
,
 
a
 
in
 
enumerate
(
b
)]

    
else
:

        
y
 
=
 
x
.
copy
()

    
x
:
 
list
[
float
]
 
=
 
[
-
(
sum
(
a
,
 
y
,
 
i
)
 
-
 
b
[
i
])
/
A
[
i
][
i
]

                      
for
 
i
,
 
a
 
in
 
enumerate
(
A
)]

    
while
 
norm
(
y
,
 
x
)
 
>
 
eps
:

        
for
 
i
,
 
elem
 
in
 
enumerate
(
x
):

            
y
[
i
]
 
=
 
elem

        
for
 
i
,
 
a
 
in
 
enumerate
(
A
):

            
x
[
i
]
 
=
 
-
(
sum
(
a
,
 
y
,
 
i
)
 
-
 
b
[
i
])
/
A
[
i
][
i
]

    
return
 
x

```